# 25 ianuarie
ianuarie • februarie • martie  • aprilie  • mai  • iunie  • iulie  • august  • septembrie  • octombrie  • noiembrie  • decembrie
25 ianuarie este a 25-a zi a calendarului gregorian. Mai sunt 340 de zile până la sfârșitul anului (341 de zile în anii bisecți).

## Evenimente

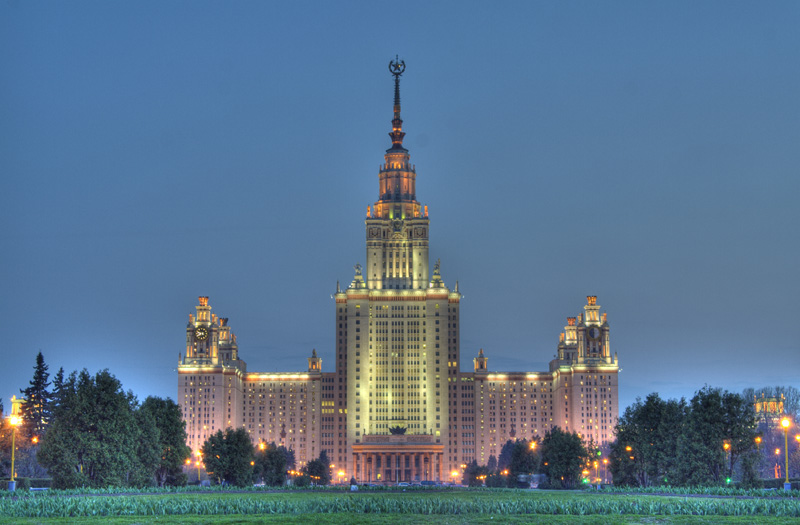
1755: La sugestia lui Mihail Vasilievici Lomonosov, printr-un decret al împărătesei Elisabeta I, se înființează la Moscova, prima universitate din Rusia, Universitatea de Stat din Moscova M.V. Lomonosov.

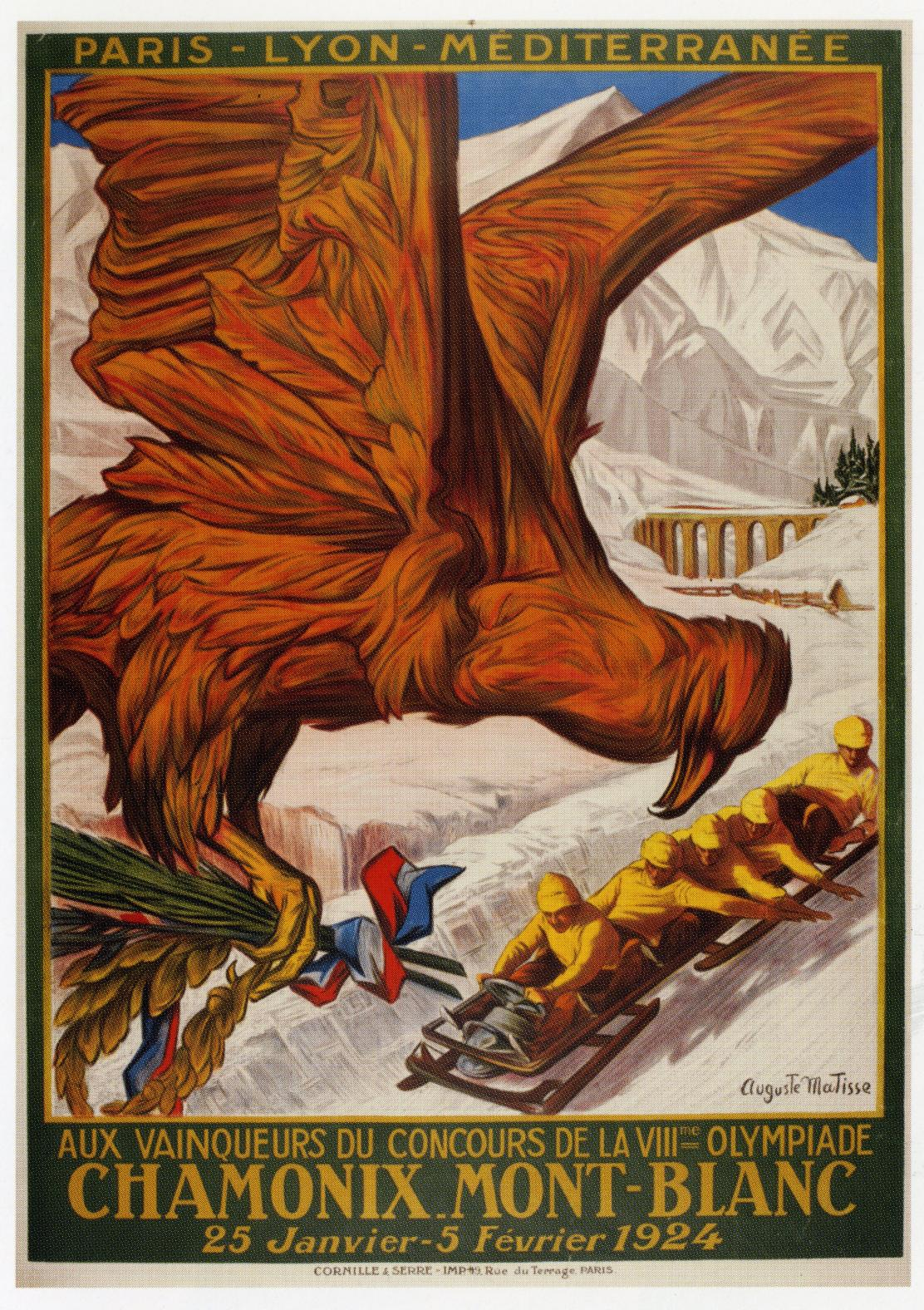
1924: Primele Jocuri Olimpice de Iarnă, la Chamonix, Franța.

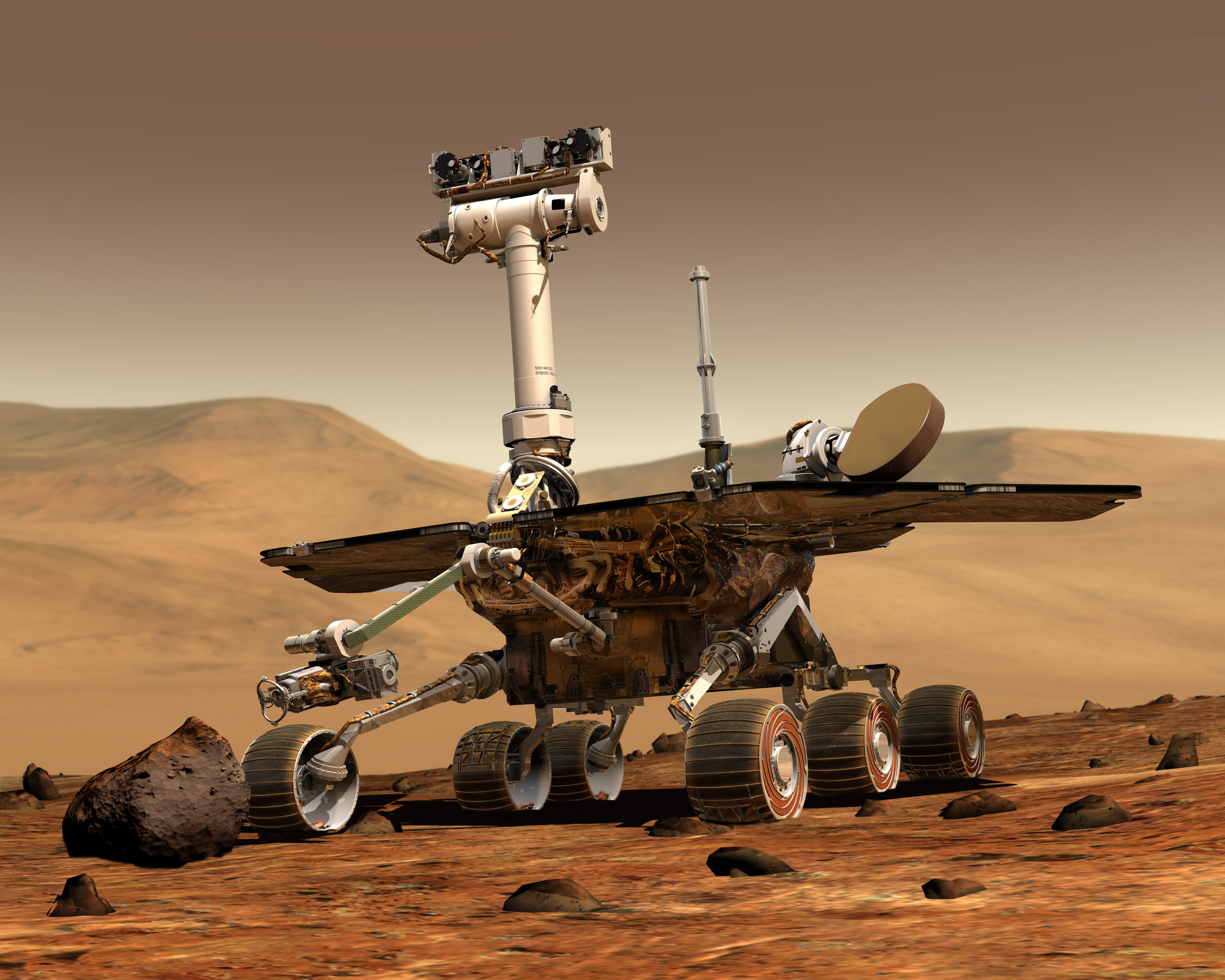
2004: Roverul Opportunity a aterizat pe suprafața planetei Marte, într-un mic crater pe platoul Meridiani Planum. (imagine artistică)

- 0041: După o noapte de negocieri, Claudius este acceptat ca împărat roman de către Senat.
- 1308: Opt regi și regine sunt prezente când regele englez Eduard al II-lea și Isabela a Franței se căsătoresc în catedrala din Boulogne-sur-Mer.[1]
- 1475: Ștefan cel Mare, domnul Moldovei (1457-1504), a trimis o scrisoare circulara principilor din Europa anunțându-le victoria pe care a repurtat-o asupra turcilor la Vaslui (stil vechi 10 ianuarie).
- 1494: Alfonso al II-lea devine rege al Neapole, în urma decesului tatălui său, regele Ferdinand I.[2]
- 1515: La Catedrala din Reims are loc încoronarea lui Francisc I al Franței, unde noul monarh este uns cu uleiul lui Clovis și încins cu sabia lui Carol cel Mare.[3]
- 1533: Henric al VIII-lea al Angliei se căsătorește în secret cu cea de-a doua soție, Anne Boleyn, deși Papa nu a consimțit la dizolvarea căsătoriei cu Ecaterina de Aragon.[4]
- 1554: Misionarii iezuiți José de Anchieta și Manuel da Nóbrega au înființat o misiune pe coasta de est a Braziliei, misiune ce avea apoi să devină orașul São Paulo.[5]
- 1673: Nicolae Milescu a alcătuit, în limba slavonă, „Cartea profețiilor", operă dedicată scopurilor politice.
- 1755: La sugestia lui Mihail Vasilievici Lomonosov, printr-un decret al împărătesei Elisabeta I, se înființează la Moscova, prima universitate din Rusia, Universitatea de Stat din Moscova M.V. Lomonosov.
- 1858: "Marșul nupțial", de Felix Mendelssohn, devine marșul popular al nunților după ce este cântat la căsătoria fiicei Reginei Victoria, Prințesa Victoria, cu Prințul Friedrich al Prusiei.
- 1859: Alexandru Ioan Cuza îl numește pe Ioan Alexandru Filipescu drept prim-ministru al Țării Românești.
- 1864: A fost inaugurat Spitalul Colentina din București.
- 1909: Premiera, la Dresda, a operei „Electra", de Richard Strauss (libretul de Hugo von Hofmannsthal, după piesa lui Sofocle).
- 1918: Republica Populară Ucraineană își declară independența față de Rusia sovietică.
- 1919: Președintele Statelor Unite, Woodrow Wilson (1913-1921), propune la Conferința de pace de la Paris crearea Ligii Națiunilor.
- 1924: Au început primele Jocuri Olimpice de Iarnă în Franța, la Chamonix.
- 1949: Au fost acordate primele premii Emmy.
- 1949: Este creat Consiliul de Ajutor Economic Reciproc (CAER), de către țările central și est-europene, satelite ale Rusiei.
- 1956: RCA lansează primul său single Elvis Presley - „Heartbreak Hotel/I Was The One".
- 1964: Lansarea unui balon-satelit, "Echo II", prima experiență comună sovieto-americană pentru studierea Cosmosului.
- 1970: Are loc premiera filmului „MASH" (regizor Robert Altman).
- 1988: Inaugurarea Bibliotecii Române din Paris.
- 1990: S-a înființat Confederația sindicală „Frăția".
- 1993: A luat ființă cotidianul „Cronica Română".
- 1998: Partidul Comunist Francez își deschide arhivele pentru istorici și politologi.
- 1999: Cutremur cu magnitudinea de 6 grade pe scara Richter în Columbia. Au decedat 1.171 de oameni.
- 2004: Roverul Opportunity a aterizat pe suprafața planetei Marte, într-un mic crater pe platoul Meridiani Planum.
- 2006: Unitatea teroristă radicală Hamas, care pune sub semnul întrebării dreptul Israelului la existență, câștigă alegerile pentru consiliul legislativ din teritoriile palestiniene cu o largă majoritate și înlocuiește Fatah, care a condus până atunci.
- 2006: Papa Benedict al XVI-lea publică prima sa enciclică Deus caritas est (Dumnezeu este dragoste), semnată la 25 decembrie 2005, în care se ocupă de dragoste în diferitele ei dimensiuni.
- 2025: Coiful de la Coțofenești împreună cu alte trei artefacte din aur sunt furate de la Muzeul Drents din Assen, Olanda, de hoți care au pătruns în muzeu folosind explozibili. Obiectele, împrumutaet de la Muzeul Național de Istorie a României, făceau parte dintr-o expoziție care a inclus 673 de exponate care proveneau din colecțiile a 18 muzee din România.[6][7][8]

## Nașteri

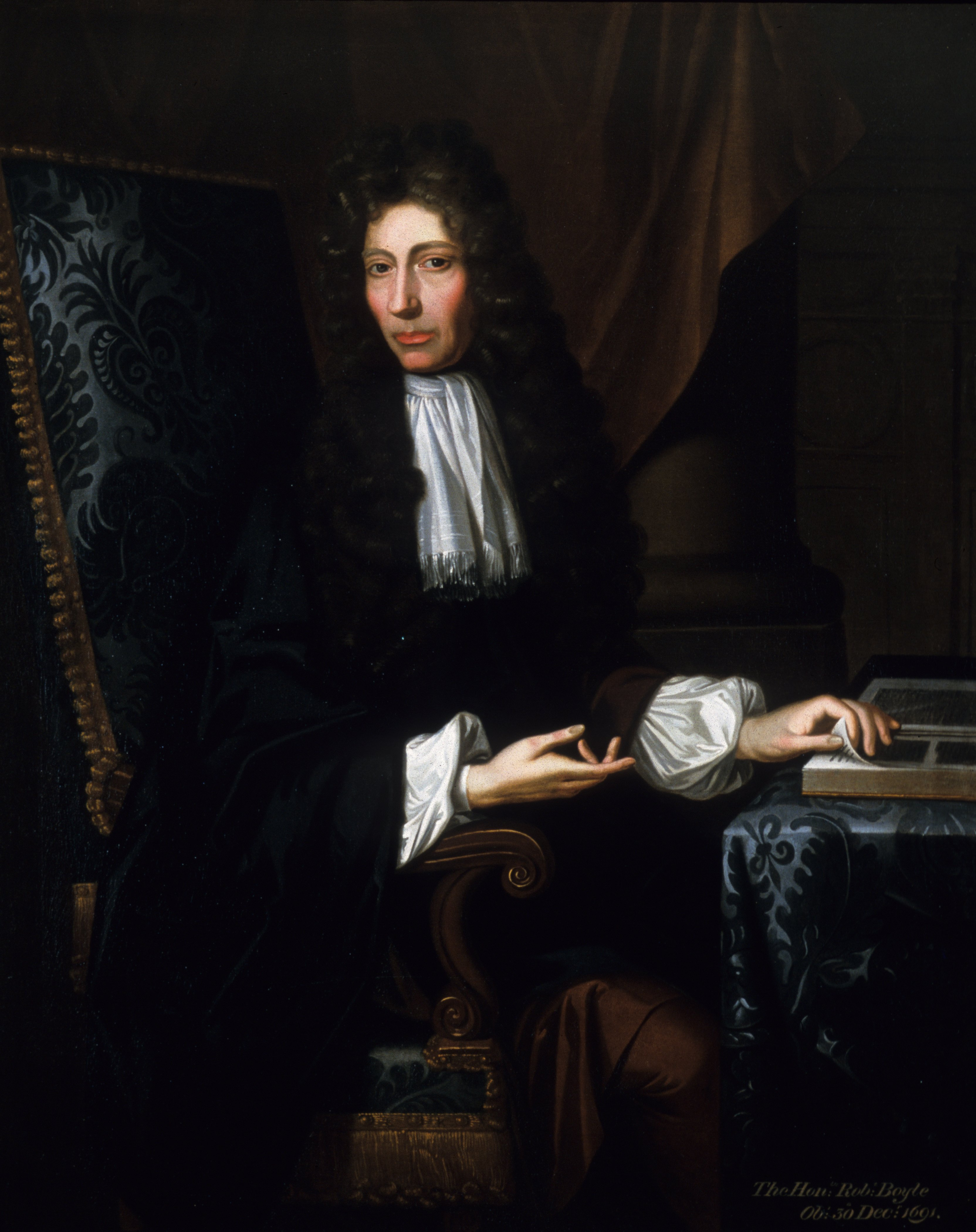
Robert Boyle, fizician și chimist irlandez
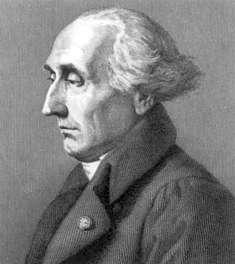
Joseph-Louis Lagrange, matematician și astronom italian
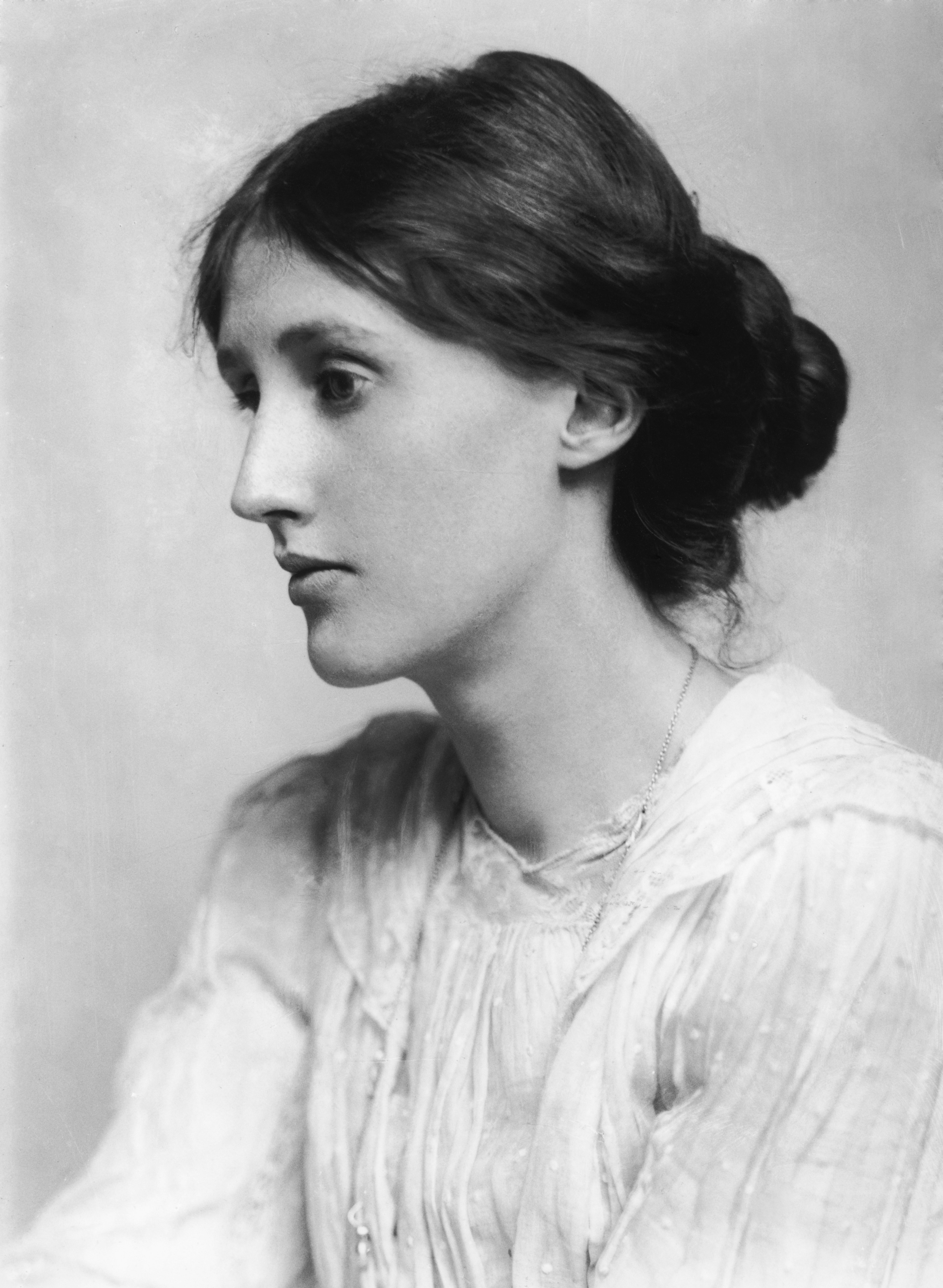
Virginia Woolf, scriitoare britanică

- 1477: Anne de Bretania, nobilă franceză (d. 1514)
- 1493: Maximilian Sforza, duce de Milano (d. 1530)
- 1627: Robert Boyle, fizician și chimist irlandez (d. 1691)
- 1630: Ludovic al VI-lea, Landgraf de Hesse-Darmstadt (d. 1678)
- 1661: Antoine I, Prinț de Monaco (d. 1731)
- 1719: Sophia Dorothea a Prusiei, soția margrafului Frederic Wilhelm de Brandenburg-Schwedt (d. 1765)
- 1736: Joseph-Louis Lagrange, matematician și astronom italian (d. 1813)
- 1759: Robert Burns, poet scoțian (d. 1796)
- 1825: Ion Bălăceanu, politician și memorialist român (d. 1914)
- 1836: Henri Fantin-Latour, pictor francez (d. 1904)
- 1837: Tomioka Tessai, pictor japonez (d. 1924)
- 1874: William Somerset Maugham, prozator și dramaturg britanic (d. 1965)
- 1875: Kukșa al Odessei, călugăr ucrainean, sfânt ortodox canonizat de Biserica Ortodoxă Ucraineană (d. 1964)
- 1882: Virginia Woolf, scriitoare britanică (d. 1941)
- 1885: Hans Hermann, pictor, sculptor și grafician român de etnie germană (d. 1980)
- 1888: Avram Leiba Zissu, scriitor român de etnie evreiască (d. 1956)
- 1896: Semion Roșal, revoluționar bolșevic rus, trimis de Lenin în România pentru a instiga o revoluție comunistă (d. 1917)
- 1897: Catul Bogdan, pictor român (d. 1978)
- 1911: Alexandru Bârlădeanu, economist și politician român, membru titular și vicepreședinte al Academiei Române (d. 1997)
- 1911: Pius Brânzeu, medic român, membru corespondent și titular al Academiei Române (d. 2002)
- 1913: Witold Lutoslawski, compozitor polonez (d. 1994)
- 1917: Ilya Prigogine, chimist și fizician belgian (d. 2003)
- 1931: Ion Hobana, prozator, eseist și traducător român (d. 2011)
- 1935: Rodica Mănăilă, fiziciană română, membră corespondentă a Academiei Române (d. 2002)
- 1936: Gabriel Dimisianu, critic literar român
- 1942: Eusebio, fotbalist portughez (d. 2014)
- 1944: Ion Dolănescu, cântăreț român de muzică populară (d. 2009)
- 1946: Radu Ulmeanu, scriitor român
- 1953: Nicolae Botgros, artist, violonist și dirijor din Republica Moldova
- 1961: George Păunescu, pictor român
- 1962: Marina Florea, cântăreață română de muzică ușoară
- 1968: Liviu Codârlă, politician român
- 1973: Vasile Cosmin Nicula, politician român
- 1976: Laura Vasiliu, actriță română
- 1978: Volodimir Zelenski, al 6-lea Președinte al Ucrainei (din 2019), actor, regizor și scenarist
- 1982: Noemi (n. Veronica Scopelliti), cântăreață și compozitoare italiană
- 2000: Remco Evenepoel, ciclist belgian

## Decese

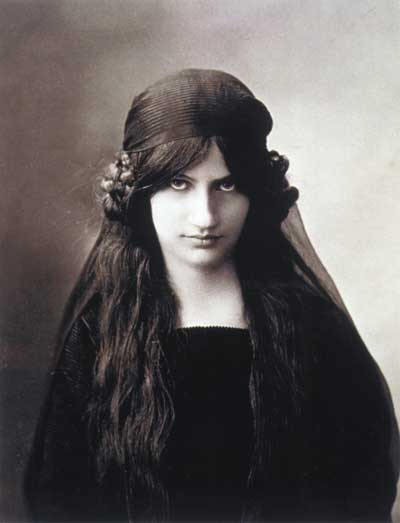
Jeanne Hébuterne, pictoriță franceză, soția pictorului italian Amedeo Modigliani
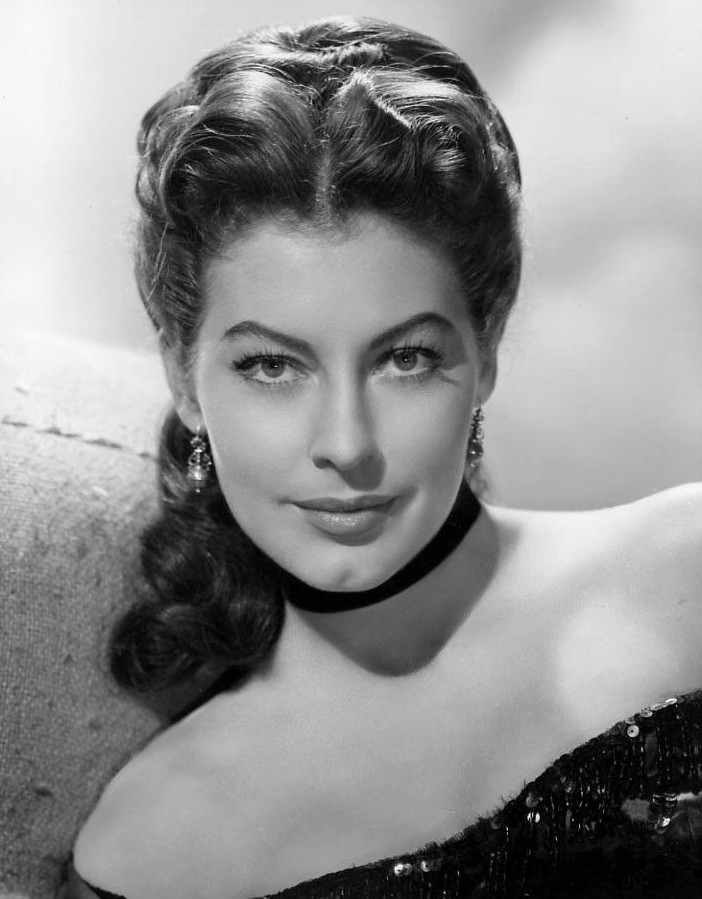
Ava Gardner, actriță americană de film
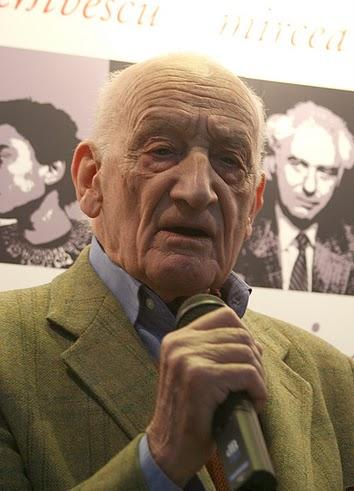
Neagu Djuvara, istoric, diplomat, filosof, jurnalist și romancier român

- 0844: Papa Grigore al IV-lea (n. ?)
- 1559: Regele Christian al II-lea al Danemarcei (n. 1481)
- 1578: Mihrimah, prințesă otomană, fiica sultanului otoman Soliman I (n. 1522)
- 1670: Nicolas François, Duce de Lorena (n. 1612)
- 1892: Ludovika de Bavaria, fiică a regelui Maximilian I Iosif de Bavaria (n. 1808)
- 1896: Vicente Palmaroli, pictor spaniol (n. 1834)
- 1900: Prințesa Adelheid de Hohenlohe-Langenburg (n. 1835)
- 1907: Félix-Joseph Barrias, pictor francez (n. 1822)
- 1920: Jeanne Hébuterne, pictoriță franceză, soția pictorului italian Amedeo Modigliani (n. 1898)
- 1935: Vasile Suciu, mitropolit greco-catolic și arhiepiscop de Alba Iulia și Făgăraș (1920-1935), membru de onoare al Academiei Române (n. 1873)
- 1936: Edmond Aman-Jean, pictor francez (n. 1858)
- 1947: Al Capone (n. Alphonse Gabriel Capone), faimos gangster american (n. 1899)
- 1951: Serghei Vavilov, fizician sovietic (n. 1891)
- 1956: Henri Vincent-Anglade, pictor francez (n. 1876)
- 1957: Prințul Franz de Bavaria, al treilea fiu al regelui Ludovic al III-lea al Bavariei (n. 1875)
- 1971: Hermann Hoth, ofițer în armata germană (1903-1945), (n. 1885)
- 1990: Ava Gardner, actriță americană de film (n. 1922)
- 1992: Aretin Corciovei, fizician român (n. 1992)
- 2005: Philip Johnson, arhitect american (n. 1906)
- 2009: Eleanor F. Helin, astronom american (n. 1932)
- 2012: Emil Hossu, actor român (n. 1941)
- 2015: Demis Roussos, cântăreț grec (n. 1946)
- 2018: Neagu Djuvara, istoric, filosof, diplomat, jurnalist și romancier român (n. 1916)
- 2022: Wim Jansen, fotbalist și antrenor neerlandez (n. 1946)
- 2022: Svetlana Căpățînă, politiciană din R. Moldova, deputat (2021-2022), (n. 1969)

## Sărbători
- Sf. Grigorie Teologul; Sf. Bretanion, episcopul Tomisului (calendar creștin-ortodox român)
- Convertirea Sfântului Paul (calendar romano-catolic)
- Sf. Grigore Teologul, episopul Constantinopolului. Încheierea octavei de rugăciune pentru unirea creștinilor (calendar greco-catolic)
- Tu Bișvat - sărbătoare mozaică
- Rusia: Ziua studenților (datează din 1755, când împărăteasa Elisabeta a semnat decretul de întemeiere a Universitatii din Moscova)